# Cristina Peri Rossi
Cristina Peri Rossi (Montevideo, 12 de novembre de 1941) és una escriptora, professora de literatura, traductora i periodista uruguaiana que es va exiliar a Espanya després de la dictadura militar que va tenir lloc amb el cop d'Estat de 1972.

## Biografia
Rossi va néixer a Montevideo, ciutat on va viure fins a 1972, quan els militars van aconseguir el poder i el govern de l'Uruguai. Després d'haver estat expulsada de la Universitat de la República, on impartia literatura comparada, i després que moltes de les seves obres fossin destruïdes i prohibides pel règim dictatorial uruguaià, Rossi es va establir a Barcelona i, des d'allà, va escriure durs articles contra la dictadura del seu país. Tanmateix, les seves polèmiques acusacions i la seva actitud d'esquerra li van provocar enemics que donaven suport al franquisme. Per aquest motiu, el 1974 decideix exiliar-se a París, on roman fins a la fi del règim franquista i la fi de la dictadura i l'opressió a Espanya.
Després del seu retorn a Barcelona, va obtenir la nacionalitat espanyola i es va dedicar a escriure assajos i articles a favor dels drets humans i en defensa del feminisme i el respecte als homosexuals. Molts dels seus articles han aparegut en periòdics espanyols i estrangers, entre ells: El País, Vanguardia, El Mundo, el Periódico de Barcelona, etcètera.
Com a escriptora, Rossi va explorar molts gèneres (poesia, assaig, relat, novel·la) i les seves obres han estat traduïdes a més de catorze llengües diferents.
Va ser tertuliana fixa del programa "Una nit a la Terra" de Catalunya Ràdio fins que va ser acomiadada l'octubre de 2007 després d'haver-hi treballat durant més de trenta anys. La raó per la qual va ser rellevada del càrrec va ser per no parlar català en un mitjà de comunicació a tal propòsit. Arran d'aquest incident, s'han obert moltes postures contraposades: qui condemnen l'acció de la ràdio, qualificant-la de discriminatòria, i qui, d'altra banda, justifiquen la mesura en exposar que Rossi no va demostrar cap interès per aprendre la llengua catalana en les més de tres dècades que duu vivint a Catalunya.
L'any 2021 Cristina Peri Rossi va obtenir el Premi Cervantes pel seu "exercici constant d'exploració i de crítica, sense defugir el valor de la paraula com a expressió d'un compromís en temes clau de la conversa contemporània com ara la condició de la dona i la sexualitat".

## Algunes obres
- Julio Cortázar (assaig)
- Viviendo (1963)
- Los museos abandonados (1968)
- El libro de mis primos (1969)
- Indicios pánicos (1970)
- Evohé (1971)
- Descripción d'un naufragio
- Diáspora (1976)
- La tarde del dinosaurio (1976)
- Lingüística general (1979)
- La rebelión de los niños (1980)
- El museo de los esfuerzos inútiles (1983)
- La nave de los locos (1984)
- Una pasión prohibida (1986)
- Europa después de la lluvia (1987)
- Solitario de amor (1988)
- Cosmoagonías (1988)
- Fantasías eróticas (1990
- Acerca de la escritura (1991).
- Babel bárbara (1991),
- La última noche de Dostoievski (1992)
- La ciudad de Luzbel y otros relatos (1992)
- Otra vez Eros (1994)
- Aquella noche (1996)
- Inmovilidad de los barcos (1997)
- Desastres íntimos (1997)
- Poemas de amor y desamor (1998)
- Las musas inquietantes (1999)
- El amor es una droga dura (1999)